# Macrosiphoniella himalayana
Macrosiphoniella himalayana är en insektsart. Macrosiphoniella himalayana ingår i släktet Macrosiphoniella och familjen långrörsbladlöss. Inga underarter finns listade i Catalogue of Life.